# Bahnhof Nishio
Der Bahnhof Nishio (jap. 西尾駅, Nishio-eki) ist ein Bahnhof auf der japanischen Insel Honshū. Er wird von der Bahngesellschaft Meitetsu (Nagoya Tetsudō) betrieben und befindet sich in der Präfektur Aichi auf dem Gebiet der Stadt Nishio.

## Verbindungen
Nishio ist ein Zwischenbahnhof und früherer Trennungsbahnhof an der Meitetsu Nishio-Linie, die Shin-Anjō mit Kira Yoshida verbindet. Tagsüber werden nördlich von Nishio vier Züge stündlich angeboten, südlich davon zwei. Alle 30 Minuten verkehren Express-Eilzügen von Kira Yoshida über Nishio, Chiryū, Kanayama und Meitetsu Nagoya nach Saya. Nishio ist zusätzlich eine der Endstationen von Lokalzügen, die ebenfalls im Halbstundentakt nach Shin-Anjō verkehren und dabei alle Zwischenbahnhöfe bedienen. Vom Busterminal auf dem westlichen Bahnhofsvorplatz aus verkehren mehrere Buslinien der Gesellschaften Meitetsu Tōbu Kōtsū und Rokumangoku Kururin Bus.

## Anlage
Der Bahnhof steht an der Grenze zwischen den Stadtteilen Sumiyoshichō im Westen und Takabatachō im Osten. Der Bereich rund um den Bahnhof ist das zentrale Geschäftsviertel der Stadt mit Einkaufszentrum und Rathaus; die aus dem 13. Jahrhundert stammende Burg Nishio befindet sich etwa einen halben Kilometer entfernt im Westen. Die Anlage ist annähernd von Norden nach Süden ausgerichtet und umfasst zwei auf einem Viadukt verlaufende Gleise, die an einem überdachten Mittelbahnsteig angeordnet sind. Das östliche Gleis endet im Süden nach etwa 200 Metern stumpf und dient dem Wenden von Zügen. Im Norden reicht ein doppelgleisiger Abschnitt rund 800 Meter weit bis zum nächstgelegenen Bahnhof Nishioguchi. Der Zugang zum Bahnsteig erfolgt mittels Treppen und Aufzüge vom viergeschossigen Empfangsgebäude an der Ostseite aus; dieses wird zum größten Teil an andere Nutzer vermietet.
Im Fiskaljahr 2020 nutzten durchschnittlich 7869 Fahrgäste täglich den Bahnhof.

## Gleise
| \| 1 \| ▉ Meitetsu Nishio-Linie \| Shin-Anjō • Kanayama • Meitetsu Nagoya \| \| 2 \| ▉ Meitetsu Nishio-Linie \| Kira Yoshida \| |                         |                                        |
| 1 | ▉ Meitetsu Nishio-Linie | Shin-Anjō • Kanayama • Meitetsu Nagoya |
| 2 | ▉ Meitetsu Nishio-Linie | Kira Yoshida                           |

## Bilder

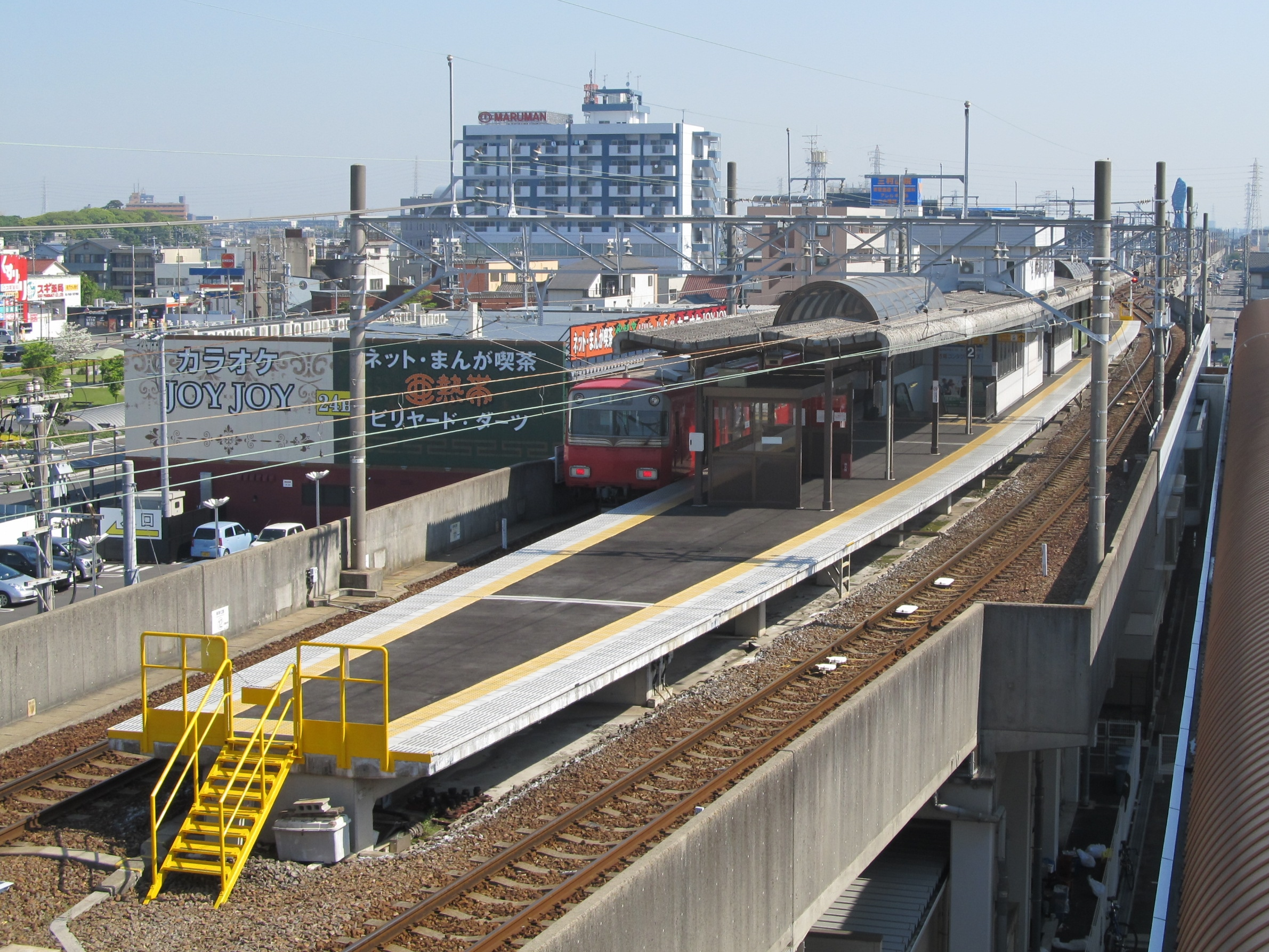
Bahnsteig
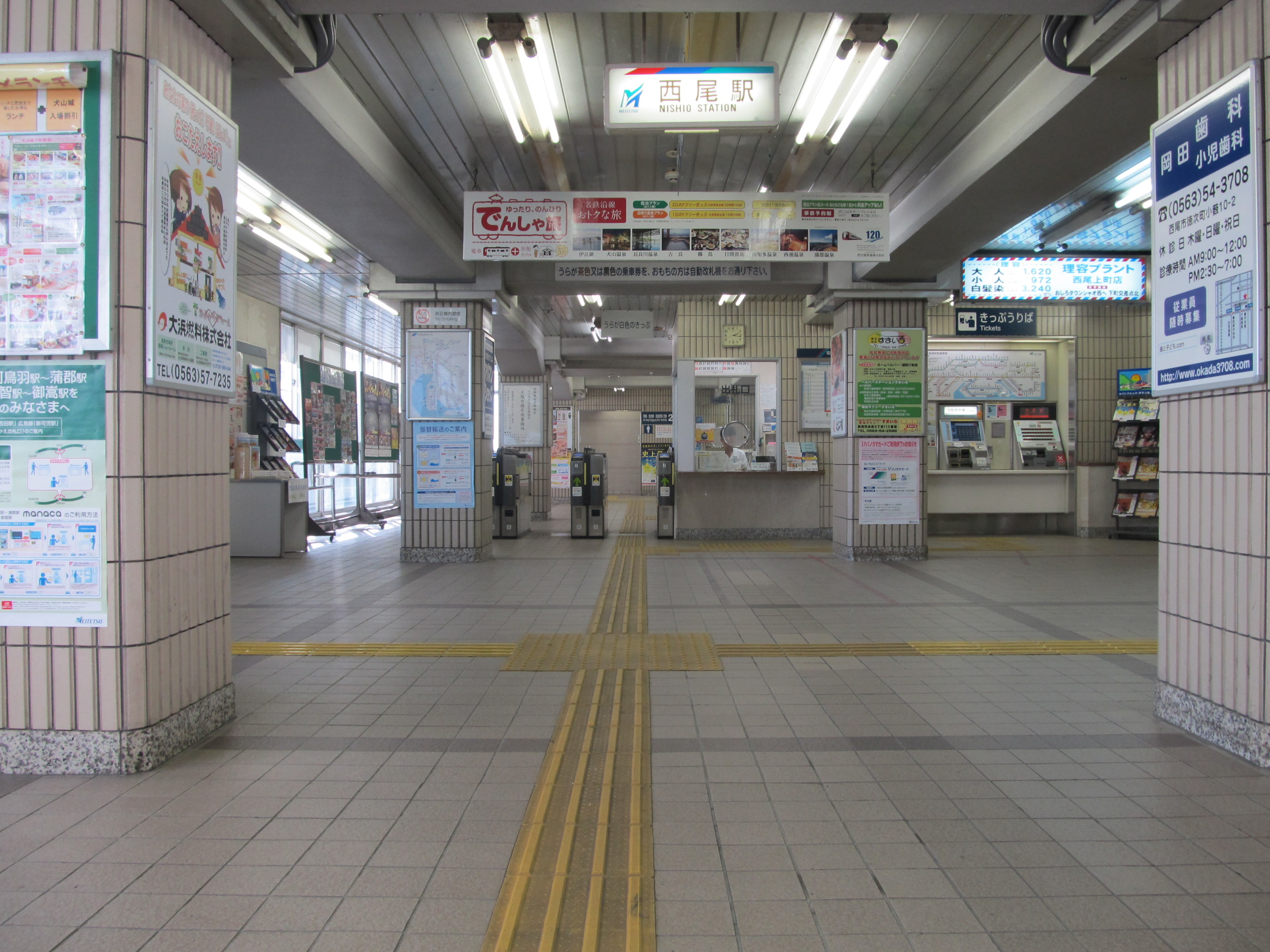
Bahnsteigsperren
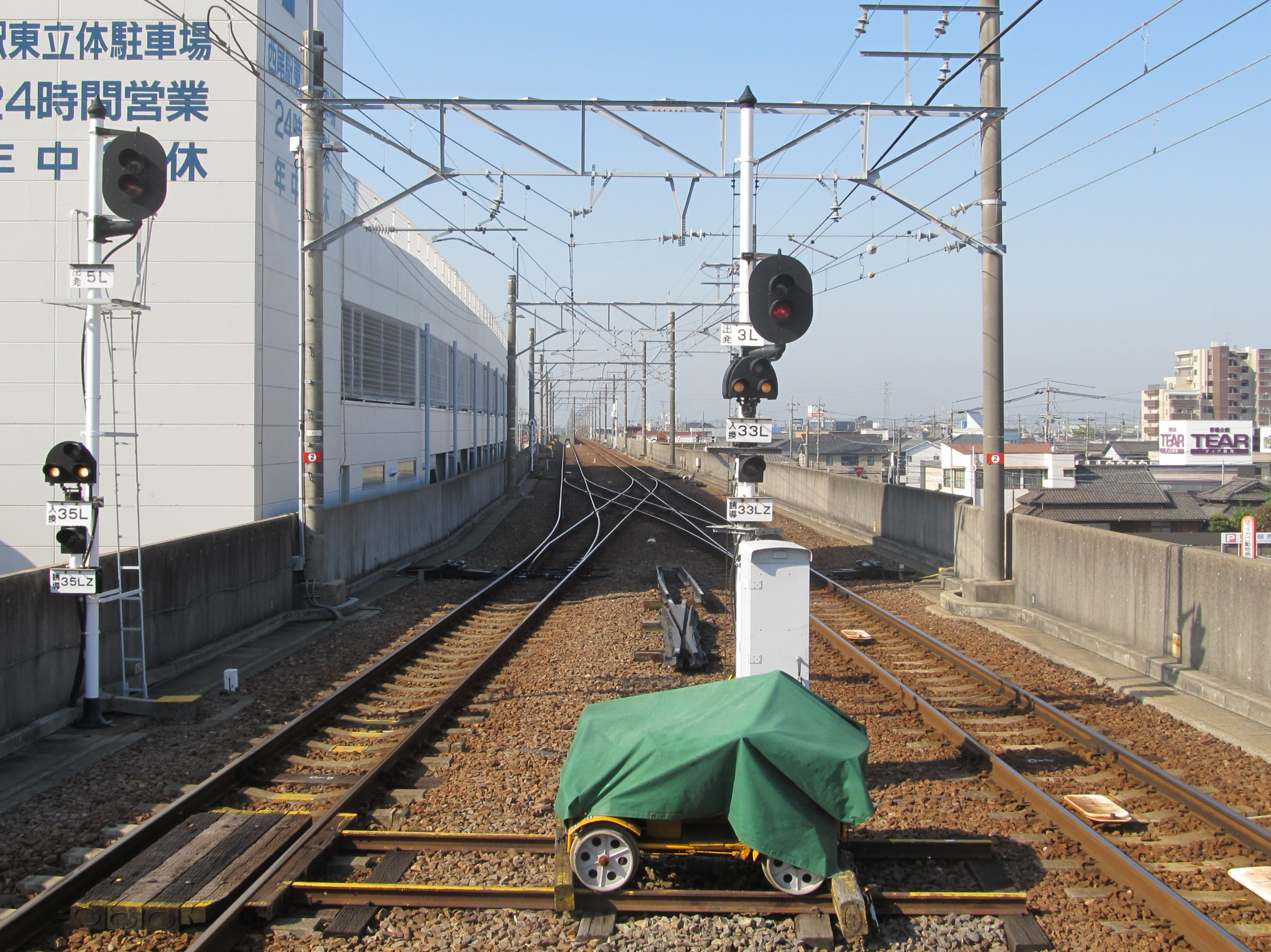
Abstellgleis auf Viadukt
Gleisplan 1957
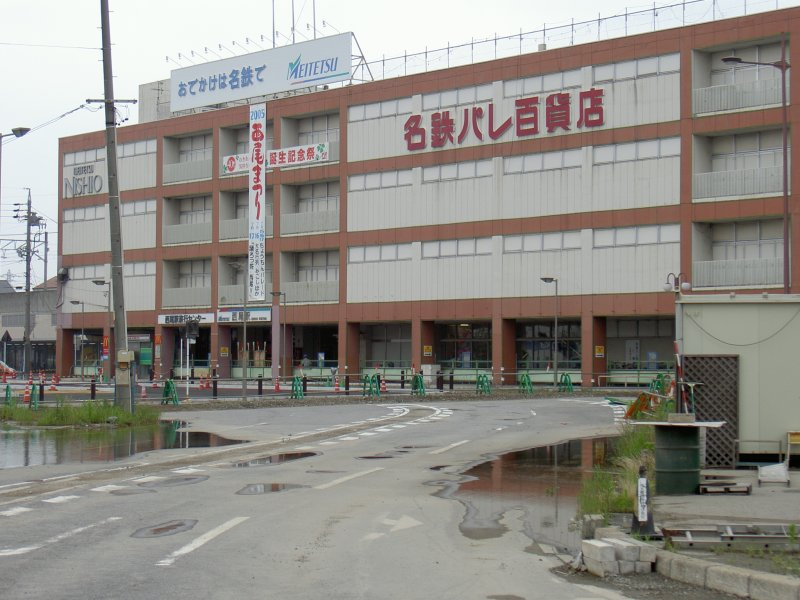
Westausgang (2005)

## Linien
| Verlauf der Meitetsu Nishio-Linie |
| --- |
| Shin-Anjō • Kita-Anjō • Minami-Anjō • Hekikai-Furui • Horiuchikōen • Sakurai • Minami-Sakurai • Yonezu • Sakuramachi-mae • Nishioguchi • Nishio • Fukuchi • Kami Yokosuka • Kira Yoshida |

## Geschichte

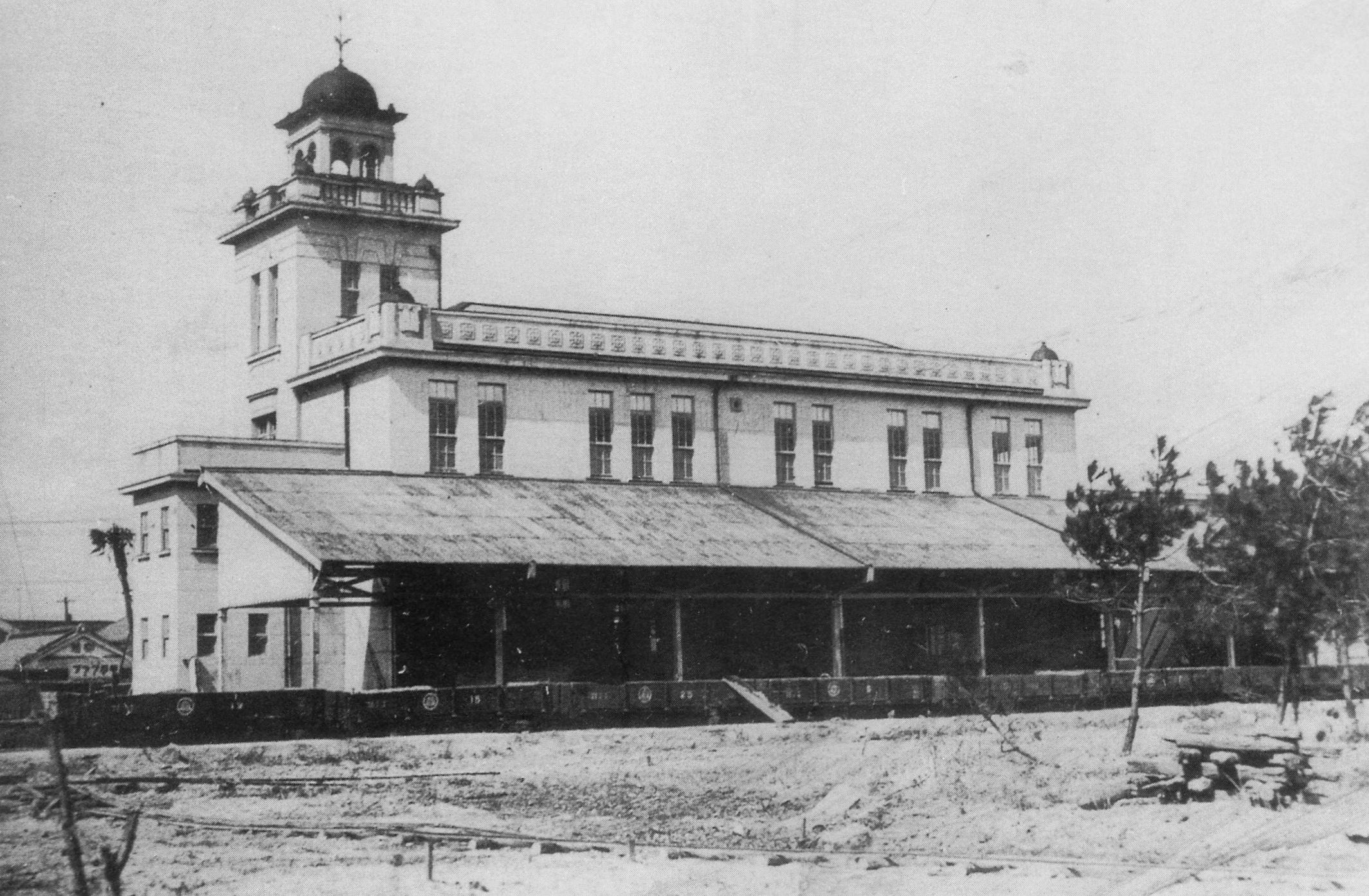
Erster Bahnhof (1924)

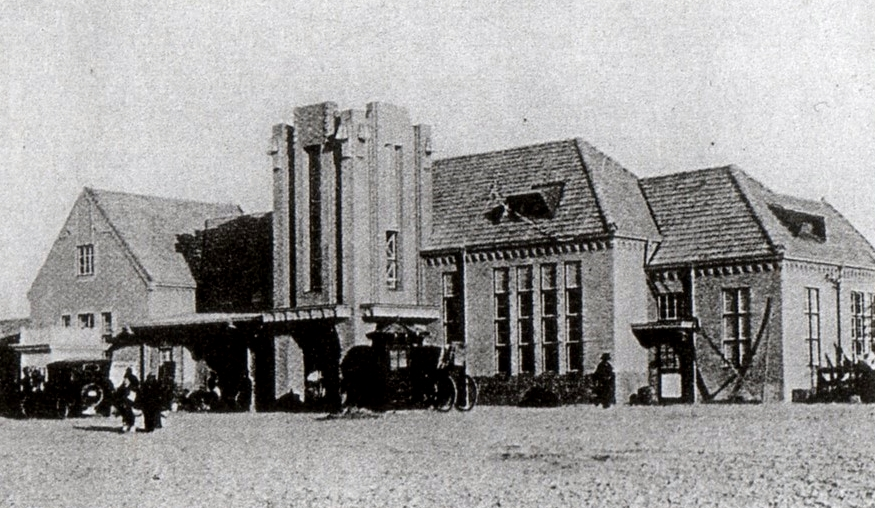
Zweiter Bahnhof (1928)

Am 30. Oktober 1911 eröffnete die Bahngesellschaft Nishisan Kidō (1912 in Nishio Tetsudō umbenannt) eine dampfbetriebene Kleinbahn mit einer Spurweite von 762 mm, die von Okazaki nach Nishio führte. Am 30. Oktober 1914 kam die Heiskaka-Zweiglinie nach Minatomae hinzu, am 13. Februar 1915 der Abschnitt zwischen Nishio und Iroguchi (erster Teil der im selben Jahr fertiggestellten Verlängerung der Nishio-Linie nach Kira Yoshida). Damit trafen in Nishio nun drei Teilstrecken aufeinander. Im Vergleich zu heute befand sich der damalige Bahnhof Nishio südwestlich des heutigen Standorts; tatsächlich leg der Bahnhof Tennōmon sogar näher beim Stadtzentrum und wies folglich auch höhere Fahrgastfrequenzen auf. Darüber hinaus war die Straße zum Bahnhof Nishio schlecht ausgebaut und erforderte einen Umweg.
Als die Hekikai Denki Tetsudō, eine Tochtergesellschaft der Aichi Denki Tetsudō (Aiden), im Jahr 1926 die Nishio Tetsudō übernahm, ergab sich eine Gelegenheit zur Verbesserung der unbefriedigenden Situation. Die neue Besitzerin plante eine umfassende Modernisierung aller Bahnstrecken in der Küstenebene nördlich der Mikawa-Bucht. Dazu gehörte die Verlegung des Bahnhofs Nishio näher ans Stadtzentrum, eine neue Streckenführung zwischen Nishioguchi und Fukuchi, die Elektrifizierung mit 600 V Gleichspannung sowie die Umspurung aller zulaufenden Strecken von 762 auf die üblichen 1067 mm. Hinzu kam der Bau einer neuen Zweigstrecke der Nishio-Linie vom Bahnhof Nishioguchi am nördlichen Stadtrand nach Shin-Anjō, die eine direktere Verbindung in Richtung Nagoya ermöglichte. Diese Arbeiten waren am 1. Oktober 1928 abgeschlossen. Der neue Bahnhof ermöglicht außerdem die Ausdehnung des überbauten Stadtgebiets nach Osten durch die Erschließung neuer Wohnviertel. Da sich die Elektrifizierung der Strecke Okazaki–Nishioguchi bis zum 1. April 1929 verzögerte, mussten Fahrgäste von und nach Okazaki ein halbes Jahr lang in Nishioguchi umsteigen.
Das Empfangsgebäude des neuen Bahnhofs war im westlichen Stil mit steil abfallendem Satteldach und Dachgauben erbaut worden; es umfasste ein Café und mehrere Geschäfte. Der alte Bahnhof ging in den Besitz der Stadt über und beherbergte fortan die Polizeiwache. 1935 fusionierte die Aiden mit der Meigi Tetsudō zur Meitetsu; diese wiederum löste 1944 die Tochtergesellschaft Hekikai Denki Tetsudō auf. Während des Pazifikkriegs erklärte die Regierung den Abschnitt Okazaki–Nishioguchi als „nicht dringlich“ und verfügte am 16. Dezember 1943 die Betriebseinstellung, so dass Nishio von Norden her nur noch ab Shin-Anjō zugänglich war. Am 27. März 1960 erhöhte die Meitetsu die Oberleitungsspannung auf der gesamten Nishio-Linie von 600 auf 1500 V. Als Vorbereitung darauf hatte sie den Bahnhof Nishio um eine Abstellanlage mit vier Gleisen ergänzt. Andererseits legte sie am selben Tag die Heisaka-Zweiglinie nach Minatomae still, wodurch Nishio zu einem reinen Zwischenbahnhof wurde.
Aus Rationalisierungsgründen gab die Meitetsu im Jahr 1969 den Güterumschlag auf. Daraufhin begannen die Bauarbeiten an einem neuen viergeschossigen Empfangsgebäude, da das alte den gestiegenen Anforderungen nicht mehr genügte. Die Inbetriebnahme erfolgte am 10. Dezember 1973. Das nächste Projekt betraf die Verlegung eines 2,7 km langen Teilstücks der Trasse im Stadtzentrum von Nishio auf einen Viadukt. Koordinationsprobleme mit den Stadtbehörden und die Auswirkungen der Ölkrise führten jedoch dazu, dass die Arbeiten kurz nach Beginn für zwölf Jahre unterbrochen wurden und erst 1986 wieder aufgenommen werden konnten. Der am 2. Juli 1989 in Betrieb genommene Viadukt eliminierte 13 höhengleiche Bahnübergänge. Er war zwar für zwei Gleise ausgelegt, doch die Meitetsu begnügte sich damit, vorerst nur ein Gleis zu verlegen. Erst am 14. Juni 2008 baute sie den Abschnitt bis Nishioguchi entsprechend aus.